# 6 septembre 1997
Le samedi 6 septembre 1997 est le 249e jour de l'année 1997.

## Naissances
- Daniel Dubois, boxeur anglais
- Mallory Comerford, nageuse américaine
- Nicholas White, coureur cycliste australien (1997-)
- Santiago Mele, joueur de football uruguayen

## Décès
- Bianca Majolie (née le 13 septembre 1900), scénariste américaine
- Edmond Valcin (né le 10 mars 1913), personnalité politique française
- H.W.L. Poonja (né le 13 octobre 1910), philosophe indien
- Jean-Pierre Sudre (né le 27 septembre 1921), photographe français
- P. H. Newby (né le 25 juin 1918), écrivain britannique
- Philippe Rossillon (né le 10 août 1931), diplomate français
- Refik Resmja (né le 1er janvier 1931), joueur de football albanais
- Salvador Artigas (né le 23 février 1913), footballeur espagnol

## Événements
- Découverte de Caliban et de Sycorax, lunes d'Uranus
- Découverte des astéroïdes :
  - (10211) La Spezia
  - (26210) Lingas
  - (44001) Jonquet
- Début du challenge européen 1997-1998 de rugby
- Fin de la télénovéla O Amor Está no Ar
- Début du tour d'Espagne 1997